# Eudald Domènech i Riera
Eudald Domènech Riera (Ripoll, 1962) es un  empresario español vinculado a las nuevas tecnologías e internet, considerado «el primer empresario de España en la red». Fue el fundador de Servicom, la primera empresa privada en ofrecer conexión a internet y servicios de internet en España. Fue también cofundador de World Online, fundador de Telépolis, cofundador de InOutTV, SincroGuiaTV y Total Channel, entre otras startups.

## Biografía
Domènech se formó como delineante, aunque con diecinueve años montó una discoteca en su Ripoll natal, con una emisora de radio instalada en la cabina del DJ, por la que emitía anuncios comerciales intercalados entre las piezas musicales. Desde entonces decidió dedicarse a la publicidad y el marketing, y en 1993 emprende un negocio de publicidad en Vich. Ese mismo año fundó Servicom, empresa pionera de internet en España y en la que ejerció como director ejecutivo hasta 1995 en que salió de la compañía. Desde entonces protagonizó operaciones corporativas de importancia en el ámbito de las telecomunicaciones, aunque también cosechó diversos fracasos. La periodista Nuria Almiron escribía en su libro Cibermillonarios (2000): «Se ha arruinado varias veces, pero ha flotado aún más». Domènech ha sido incluido en la lista de mayores deudores a la Agencia Tributaria española (más de un millón de euros) desde el año 2016. A fecha de junio de 2021, había rebajado su deuda con el fisco a 5,9 millones de euros, y dejó de aparecer en esta lista en 2022.

## Empresas fundadas
La empresa Servicom fue fundada por Eudald Domènech en 1993, con algo más de 10 millones de pesetas. Distribuía varias bases de datos de información general producidas por instituciones externas. En los inicios, el entorno soportado por Alberto Lozano, funcionaba con FirstClass solo para Macintosh aunque posteriormente se adaptó para IBM-PC y ofrecía selecciones de los diarios El Mundo y El Periódico de Catalunya, y revistas como El Temps. El alta en el servicio costaba 3220 pta, el kit de conexión, 4590 pta y la cuota mensual básica, 1380 pta.
Considerado el primer servicio "independiente" de internet en España, Goya, algo anterior, no podía considerarse independiente o privado, ya que la creó la administración limitada al ámbito universitario y RedesTv no proporcionó acceso a internet hasta 1999. Tras muchas vicisitudes, Servicom pasó a ser el segundo proveedor de acceso a internet que conocieron decenas de miles de usuarios españoles.
Después de Servicom, en enero de 1996 Domènech creó un nuevo portal de internet y primera comunidad virtual en España, Telépolis. Cuando EresMas quiso abrir su mercado en la red, pagó en acciones de Retevisión unos 14 000 millones de pesetas por Telépolis, probablemente el último gran portal independiente que quedaba en la internet española.
World Online  fue un proveedor de servicios de internet (ISP) europeo cofundado por Eudald Domènech, de finales de la década de 1990 con la burbuja puntocom.
InOutTV es una empresa fundada por Eudald Domènech en el año 2000, que permitía ver canales españoles de televisión. En 2012 InOutTV era liquidada, con un pasivo acumulado de siete millones de euros.
SincroGuiaTV es una aplicación lanzada por InOutTV (Eudald Domènech) para consultar la programación de canales españoles de televisión "en España" (analógicos y TDT).
Total Channel es un servicio con doce canales de pago en territorio español, cofundado por Eudald Domènech. En 2013 vendía la empresa a Mediapro.

## Obra
- Negocios 3.0: mitos y realidades de internet y la nueva economía (Ediciones B, 2011). Domènech, Eudald; Almiron, Nuria.[21]